# Dragonesa
Dragonesa (Tamara Kurtz) Dragoness en Inglés es una mutante ficticia publicada por Marvel Comics.

## Biografía del personaje
Los padres de Tamara Kurtz fueron expuestos a la radiación en Hiroshima, situación que derivó en la mutación de su hija. Tras ser descubierta por Stryfe, Tamara se unió al Frente de Liberación Mutante. En una de sus misiones, cuyo objetivo era envenenar el agua de las principales capitales del mundo, su plan es evitado por Cable, Fuego Solar y Los Nuevos Mutantes. El FLM luego se separó en grupos de ataque con la aparente intención de robar obras de arte, siendo Dragonesa la líder del campo, aunque una vez más fue derrotada por Cable. Tras ello, sin saberlo, Dragonesa y otros miembros del Frente de Liberación Mutante se vieron implicados en la liberación del virus "Legacy". Una vez terminado el evento, y tras un romance con su compañero Wildside, Dragonesa y el resto de los miembros del FLM fueron llevados bajo custodio gubernamental. 
Cuando el villano Reignfire volvió a formar la organización terrorista, Dragonesa no formó parte de ella. Sin embargo, cuando él intentó ingresar en un edificio del gobierno para robar información sobre el virus Legacy logró que Dragonesa se uniera a su causa. El FLM, sin embargo, no sabía que el programa Cero Tolerancia estaba llevándose a cabo, concluyendo con que casi todos los miembros del Frente de Liberación Mutante terminaron bajo la custodia de S.H.I.E.L.D.

### Día M
Luego de los eventos del Día M, cuando la Bruja Escarlata eliminó el gen mutante del 90% de la población mutante, Dragonesa fue una de las pocas que consiguió mantener sus poderes, pasando a formar parte de Los 198, y siendo considerada una amenaza a la seguridad nacional. 

### Utopia
Dragonesa se encuentra al frente de H.A.M.M.E.R. junto a Trance y Toad. Intenta salvar a sus aliados pero sus fuerzas se agotan y es derrotada. Los tres son rescatados por Gambito antes de ser aprehendidos. Tras el conflicto, Dragonesa es enviada a Utopia junto a Toad y Avalancha. Ella participa en el plan de Toad para controlar el suministro de agua de Utopia, pero la rebelión es prontamente reprimida por Iceman.

## Poderes y habilidades
Dragonesa es una mutante con el poder de generar altos niveles de energía bioeléctrica en forma de explosiones. También puede utilizar esa energía bioeléctrica a su alrededor para inducir combustión en la atmósfera de su alrededor, creando potentes llamas pirotécnicas que puede redirigir a su antojo. Su traje posee un par de alas biónicas que le permiten volar a altas velocidades. 

## Otras versiones

### Era de Apocalipsis
Dragonesa era conocida como Vultura, parte de los Reavers. Desde allí participó en la redada de Donald Pierce en la montaña Wungadore. Sus ataques precipitaron la participación de Gateway y Carol Danvers. Tras el abordaje de la nave de Pierce, Dragonesa intentó otro ataque pero fue vencida por Arma X. Sus restos fueron enviados al cuerpo de Danvers una vez que ésta fuera infectada por Pierce.

### Guerra Civil: Civil War: House of M
Dragonesa forma parte del ejército de Magneto.

## En otros medios

### Videojuegos
- Dragonesa es una jefa en el juego de Facebook Marvel: Avengers Alliance.